# 불주사
불주사(佛住寺)는 전라북도 군산시 나포면 장상리 836번지에 있는 절이다. 여러 문헌을 통하여 창건 때부터 불주사로 불렸을 것으로 추정하는데, 언제부터인가 한동안 불지사(佛智寺)로 불리었다가, 주지 덕운의 노력으로 불주사라는 명칭을 되찾았다.

## 불주사 대웅전
불주사 대웅전(佛住寺大雄殿)은 전라북도 유형문화재 제117호다. 1984년 전라북도 문화재자료 제91호로 지정되었다가 1985년 전라북도 유형문화재로 승격한 것이다. 백제 의자왕 때 창건된 절이라고 하나 뚜렷한 기록은 전해지지 않고 있다. 대웅전은 약 150cm의 높은 기단 위에 정면 3칸, 측면 2칸의 주심포건물이다.

## 참고 문헌
- 이 문서에는 다음커뮤니케이션(현 카카오)에서 GFDL 또는 CC-SA 라이선스로 배포한 글로벌 세계대백과사전의 "불지사 대웅전" 항목을 기초로 작성된 글이 포함되어 있습니다.